# 24号美国国道
24号美国国道（英語：U.S. Route 24）是一条东西方向的美国国道。该公路连接了奥克兰县和科罗拉多州明特恩，全长1,540英里。